# Efecte Droste

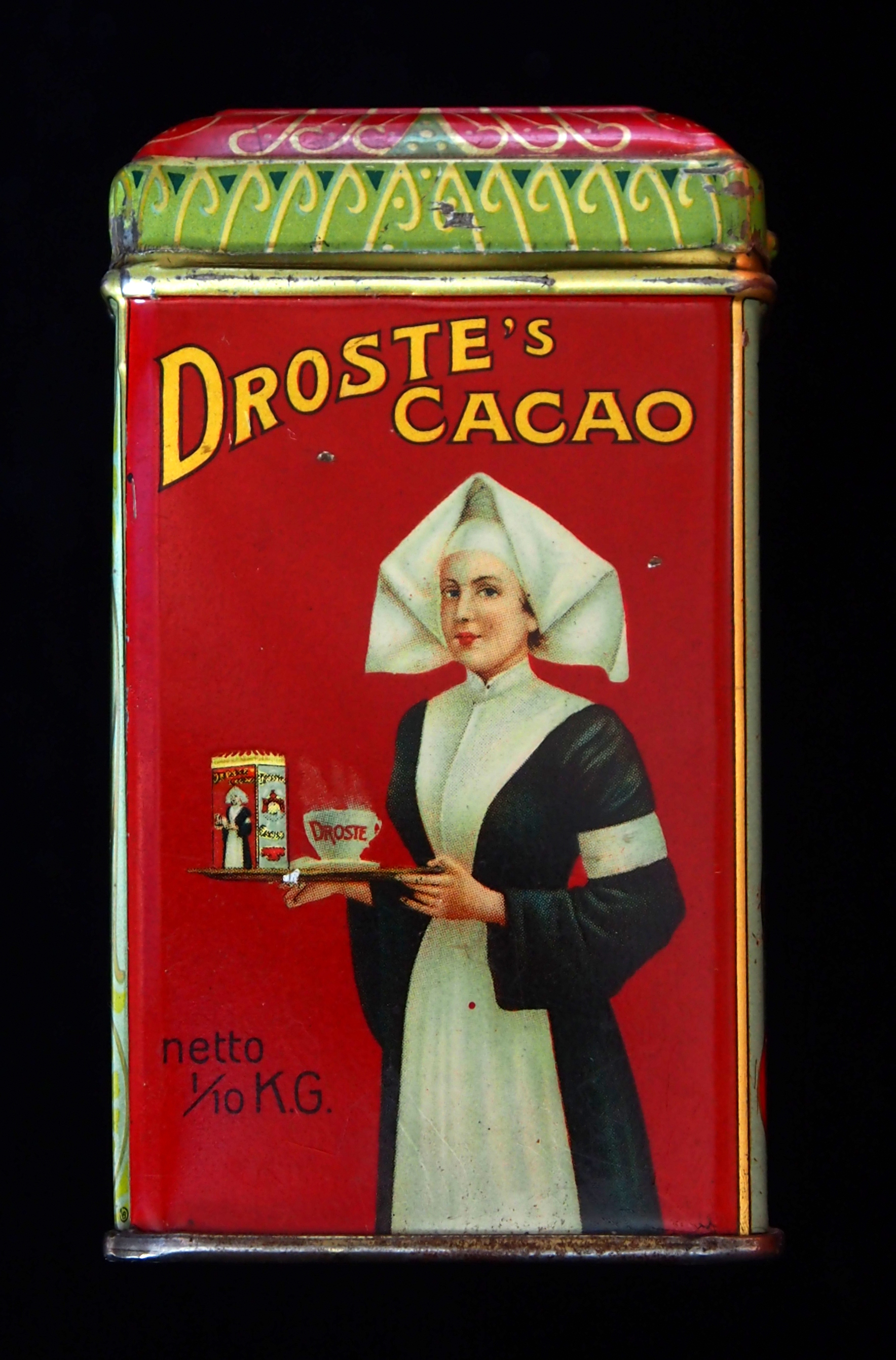
La dona sosté un objecte que porta una imatge més petita d'ella sostenint el mateix objecte, que al seu torn porta una imatge més petita d'ella sostenint el mateix objecte, i així successivament

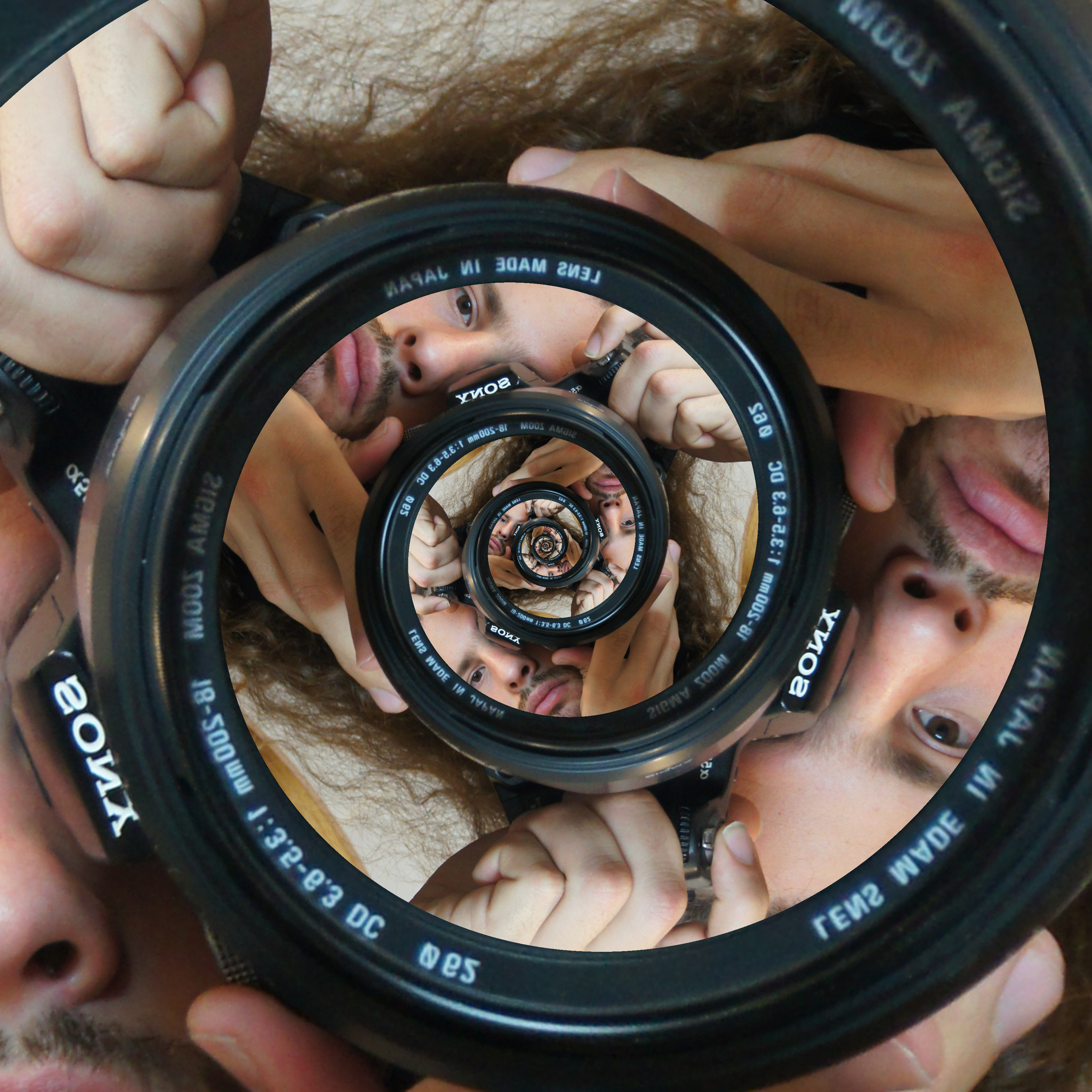
Effecte Droste creat amb Photoshop

L'efecte Droste es presenta en una classe específica d'imatge recursiva.
Una imatge que exhibeix l'efecte Droste inclou dins seu una versió de menor grandària de si mateixa, la qual alhora inclou en un lloc similar una versió encara més petita de si mateixa, i així successivament. Aquesta inclusió amb reducció d'una imatge dins l'altra només pot continuar indefinidament en teoria, perquè a la pràctica està limitada per la resolució de què és capaç la tècnica d'impressió utilitzada, ja que cada iteració redueix exponencialment la mida de la imatge. Aquest és un exemple visual d'un bucle estrany, és a dir, un sistema autoreferencial de reproducció geomètrica o geometry instancing, en anglès.
En heràldica, aquest efecte s'anomena amb l'expressió en francès mise en abyme ('posada en l'abisme', 'posada en infinit').

## Origen del nom
L'efecte és el nom de la imatge en les llaunes i caixes del cacau en pols Droste, una de les principals marques holandeses. L'anunci mostrava una infermera sostenint una safata amb una tassa de xocolata desfeta i una caixa amb la mateixa imatge. Aquesta imatge va ser utilitzada per primer cop el 1904 i ha estat utilitzada amb lleugeres variacions durant dècades. Segons s'informa, el poeta i columnista Nico Scheepmaker introduí un ús més ampli del terme a finals del 1970.